# 화순군 (1992년 선거구)
화순군은 대한민국의 옛 국회의원 선거구이다. 당시 전라남도 화순군 지역을 관할했다.

## 역사
제14대 국회의원 선거를 앞두고 곡성군·화순군 선거구에서 분리되면서 신설되었다.
제15대 국회의원 선거를 앞두고 보성군 선거구와 통합되면서 보성군·화순군 선거구를 이루게 됨에 따라 폐지되었다.

## 역대 국회의원
| 선거   | 정당 | 정당   | 의원   |
| ------ | ---- | ------ | ------ |
| 1992년 |      | 민주당 | 홍기훈 |

## 역대 선거 결과

### 대한민국 제14대 국회의원 선거
|  | 59.93% |

|  | 26.72% |

|  | 10.76% |

|  | 2.57% |